# Han Ahmedow

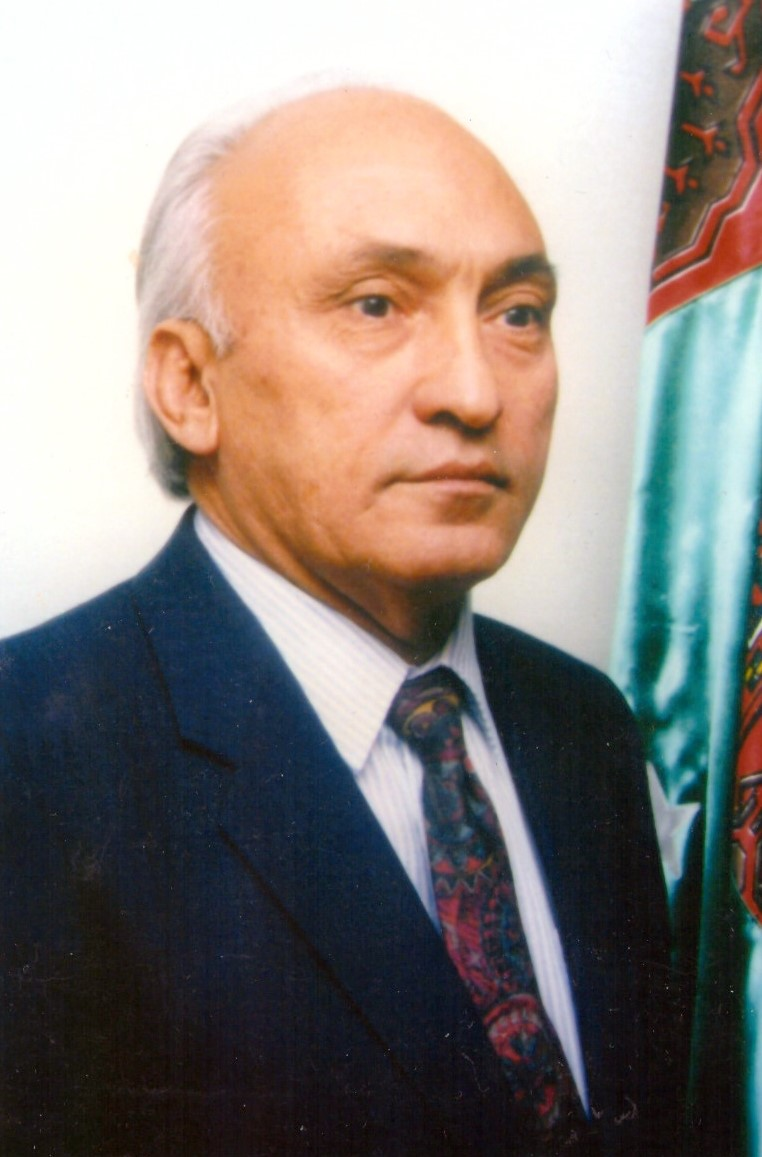
Han Ahmedoviç Ahmedov

Han Ahmedowiç Ahmedow (russisch Хан Ахмедович Ахмедов Chan Achmedowitsch Achmedow, * 16. Juni 1936 in Krasnowodsk, Turkmenische SSR, heute Türkmenbaşy, Turkmenistan; † 6. Dezember 2006 in Serdar, Turkmenistan) war ein turkmenischer Politiker und von 1991 bis 1992 Premierminister von Turkmenistan.

## Politische Karriere
Ahmedov absolvierte 1959 das Taschkenter Institut für Eisenbahningenieure und arbeitete anschließend mehrere Jahre bei der Eisenbahnbehörde in Ashgabat. Ahmedows politische Karriere begann in der Turkmenischen Kommunistischen Partei (KP). Im Jahr 1985 wurde er Vorsitzender des Parteikomitees der KP in Aşgabat und gehörte damit zum Führungskader der Turkmenischen KP. 1989 wurde Ahmedow Vorsitzender des Ministerrates der Turkmenischen SSR und behielt diesen Posten bis zur Unabhängigkeit Turkmenistans im Oktober 1991. Nach der Unabhängigkeit wurde Ahmedow der erste Premierminister des unabhängigen Staates Turkmenistan und damit zu einem der einflussreichsten Politiker nach dem ersten Präsidenten Turkmenistans, Saparmyrat Nyýazow.
Bald nach der Unabhängigkeit begann die Ausarbeitung einer Verfassung, die insbesondere von dem Machtstreben Präsident Nyýazows, der die Errichtung eines autoritären Systems anstrebte und in den folgenden Jahren durchführte, geprägt war. Die entstandene Verfassung sah unter anderem die Abschaffung des Amtes des Premierministers vor, dessen Kompetenzen daraufhin weitestgehend auf den Präsidenten übergingen. Mit dem Inkrafttreten der Verfassung am 18. Mai 1992 endete damit die Amtszeit Ahmedows als erster und bis dato einziger Premierminister Turkmenistans.
Anschließend war Ahmedow bis August 1992 Minister für Eisenbahn, ehe er als Botschafter in die Türkei entsandt wurde. 1994 kehrte er nach Turkmenistan zurück, konnte danach aber keinen politischen Einfluss mehr gewinnen. Der politische Abstieg Ahmedows war charakteristisch für die Karrieren zahlreicher turkmenischer Politiker während der Ära Nyýazow, da dieser durch häufige Neubesetzung von Ämtern bestrebt war, keine mächtigen politischen Rivalen entstehen zu lassen.
Im September 2002 wurde Ahmedow aus unbekannten Gründen inhaftiert und anschließend ins inländische Exil in seinen Geburtsort Serdar geschickt, wo er unter Beobachtung durch die Behörden die letzten Jahre seines Lebens verbrachte. Am 6. Dezember 2006 starb Ahmedow an einem Herzinfarkt. Verwandte des ehemaligen Premierministers warfen den staatlichen Behörden daraufhin vor, eine medizinische Behandlung Ahmedows in der Hauptstadt Aşgabat verhindert zu haben.